# Девять коней
Девять коней (монг. Eсөн морь) — монгольская настольная игра шахматного типа для двух игроков.

## Правила
Считается шахматным вариантом, ходы игроков чередуются, кони ходят и бьют аналогично классическим шахматным. Игра ведётся на шахматной доске 9 × 9. У каждого игрока есть девять шахматных коней, изначально выстроенных на первых рядах игроков. Игрок выигрывает, если сначала занимает центральное поле (поле e5) конём, а затем покидает это поле.
В свой ход конь может переместиться на пустую клетку или сбить вражеского коня. Конь на центральном поле (e5) может быть сбит противником. Игрок, который первым переместит коня на центральную клетку доски (e5), а затем оставит эту клетку на следующем ходу, выигрывает игру. Альтернативный способ выиграть — сбить все фигуры противника.